# 6989 Hoshinosato
A 6989 Hoshinosato (ideiglenes jelöléssel 1994 XH1) a Naprendszer kisbolygóövében található aszteroida. Kobajasi Takao fedezte fel 1994. december 6-án.